# Мессенские войны
Мессе́нские во́йны — три войны между Мессенией и Спартой (Древняя Греция).

## Первая Мессенская война
В результате Первой Мессенской войны (2-я половина VIII века до н. э.) спартанцам удалось захватить восточную часть и южное побережье Мессении; побеждённые должны были отдавать спартанцам половину урожая.

## Вторая Мессенская война
Второй Мессенской войной (1-я половина VII века до н. э.) называют восстание мессенцев против Спарты под руководством Аристомена. Более сильная в военном отношении Спарта захватила тогда всю Мессению; часть мессенцев переселилась в Сицилию, основав город Мессану (Занклу). Оставшиеся мессенцы были превращены в бесправных илотов.

## Третья Мессенская война
Третьей Мессенской войной (465—458 или 455 году до н. э.) принято называть крупнейшее в древности восстание илотов Мессении и Лаконии.